# Romanos 2
Romanos 2 é o segundo capítulo da Epístola aos Romanos, de autoria do Apóstolo Paulo, no Novo Testamento da Bíblia.

## Manuscritos
- O texto original é escrito em grego Koiné.
- Alguns dos manuscritos mais antigos que contém este capítulo ou trechos dele são:
  - Papiro 40
  - Papiro 113
  - Codex Vaticanus
  - Codex Sinaiticus
  - Codex Alexandrinus
  - Codex Ephraemi Rescriptus
- Vários estudiosos acreditam que este capítulo (e os versículos 18 a 32 do Capítulo 1) são uma interpolação de origem não-paulina[2].
- Este capítulo é dividido em 29 versículos.

## Estrutura
A Tradução Brasileira da Bíblia organiza este capítulo da seguinte maneira:
- Romanos 2:1-16 - A transição dos gentios para os judeus. Ambos igualmente culpados
- Romanos 2:17-29 - Os judeus são inescusáveis. A verdadeira circuncisão

## Temas principais
Paulo refere-se a circuncisão como uma marca física da identidade judaica, mas para um judeu que quebra a lei torna-se um sinal de contradição (a tua circuncisão tem-se tornado em incircuncisão). O profeta Jeremias já tinha dito daqueles que eram (circuncidados ainda incircuncisos). 
Paulo ensina sobre a verdadeira circuncisão (mas é judeu aquele que o é interiormente, e circuncisão é a do coração, no espírito e não na letra), reiterando as palavras de Moisés (Jeová, teu Deus, circuncidará o teu coração e o coração da tua semente, para que ames a Jeová, teu Deus, de todo o teu coração e de toda a tua alma, a fim de que vivas).